# Indy Japan 300 2004
Indy Japan 300 2004 var ett race som var den tredje deltävlingen i IndyCar Series 2004. Racet kördes den 16 april på Twin Ring Motegi i Japan. Dan Wheldon tog sin första seger i IndyCar, efter att ha dominerat hela helgen. Han tog pole position, satte snabbaste varv, följt av vinsten. Med det i bagaget kunde Wheldon resa ifrån Motegi som ledare av mästerskapet, även om ledaren innan helgen, Tony Kanaan, slutade tvåa. Hélio Castroneves blev trea, och hängde på ledarna i mästerskapet.

## Slutresultat
| Plats | Förare            | Team                     | Grid | Kvaltid |
| ----- | ----------------- | ------------------------ | ---- | ------- |
| 1     | Dan Wheldon       | Andretti Green Racing    | 1    | 26,593  |
| 2     | Tony Kanaan       | Andretti Green Racing    | 3    | 26,603  |
| 3     | Hélio Castroneves | Marlboro Team Penske     | 15   | 26,918  |
| 4     | Darren Manning    | Chip Ganassi Racing      | 10   | 26,778  |
| 5     | Scott Dixon       | Chip Ganassi Racing      | 6    | 26,694  |
| 6     | Buddy Rice        | Rahal Letterman Racing   | 5    | 26,639  |
| 7     | Dario Franchitti  | Andretti Green Racing    | 9    | 26,771  |
| 8     | Kosuke Matsuura   | Fernández Racing         | 4    | 26,611  |
| 9     | Scott Sharp       | Kelley Racing            | 12   | 26,841  |
| 10    | Tora Takagi       | Mo Nunn Racing           | 22   | 28,053  |
| 11    | Roger Yasukawa    | Rahal Letterman Racing   | 13   | 26,841  |
| 12    | Alex Barron       | Cheever Racing           | 19   | 27,382  |
| 13    | Tomas Scheckter   | Panther Racing           | 16   | 26,962  |
| 14    | Bryan Herta       | Andretti Green Racing    | 11   | 26,821  |
| 15    | A.J. Foyt IV      | A.J. Foyt Enterprises    | 17   | 27,081  |
| 16    | Mark Taylor       | Panther Racing           | 14   | 26,851  |
| 17    | Vitor Meira       | Rahal Letterman Racing   | 8    | 26,740  |
| 18    | Adrián Fernández  | Fernández Racing         | 18   | 27,136  |
| 19    | Sam Hornish Jr.   | Marlboro Team Penske     | 7    | 26,707  |
| 20    | Greg Ray          | Access Motorsports       | 2    | 26,599  |
| 21    | Robbie Buhl       | Dreyer & Reinbold Racing | 21   | 28,010  |
| 22    | Ed Carpenter      | Cheever Racing           | 20   | 27,996  |